# Коноваленко Артем Олександрович
Артем Олександрович Коноваленко (11 травня 2000) — український легкоатлет, що спеціалізується у потрійному стрибку, чемпіон Європи серед юніорів.

## Виступи на основних міжнародних змаганнях
| Рік  | Чемпіонат                      | Місце проведення   | Місце    | Результат |
| ---- | ------------------------------ | ------------------ | -------- | --------- |
| 2017 | Чемпіонат світу серед юнаків   | Найробі, Кенія     | 7        | 15.34 м   |
| 2018 | Чемпіонат світу серед юніорів  | Тампере, Фінляндія | 13 (кв.) | 15.67 м   |
| 2019 | Чемпіонат Європи серед юніорів | Бурос, Швеція      | 1        | 16,50 м   |
| 2021 | Чемпіонат Європи серед молоді  | Таллінн, Естонія   | —        | NM        |
| 2024 | Чемпіонат Європи               | Рим, Італія        | 22 (кв.) | 15.94 м   |